# Rudolf Bićanić
Rudolf Bićanić (Belovár, 1905. június 5. – Zágráb, 1968. június 9.) horvát közgazdász, demográfus, gazdaságtörténész, faluszociológus, politikus és egyetemi tanár volt. A 20. század legnagyobb horvát falutudósa.

## Életútja
Rudolf Bićanić Bjelovarban született 1905-ben. Tanulmányait Párizsban az École des hautes études, Zágrábban pedig a jogi karon végezte, ahol 1931-ben doktorált.
A Horvát Parasztpárt (HSS) tagjaként a diktatúra idején is Stjepan Radić politikáját folytatta. 1933-ban 3 év börtönbüntetésre ítélték, amelyet Vladimir Mačekkel együtt töltött le a szávaszentdemeteri büntetés-végrehajtási intézetben. A börtönből való szabadulása után Bićanićot kinevezték a Passzív Területek Segélyezési Bizottságának titkárává. A Gospodarske Sloga igazgatóságának tagjaként (1936-tól) megalapította a Paraszt- és Nemzetgazdasági Kutatóintézetet, amely a Zágrábi Egyetem Társadalomkutató Intézetének (IDIS) elődjének tekinthető. Ugyanekkor szerkesztette a Gospodarska sloga i Politički pregled (Gazdasági Egyetértés és Politikai Szemle) című folyóiratot. Ennek az intézetnek a vezetője volt 1936-tól 1940-ig, amikor a Cvetković-Maček megállapodás alapján a Jugoszláv Külkereskedelmi Igazgatóság igazgatója lett. 1941 és 1943 között a londoni számüzetésben a Jugoszláv Nemzeti Bank első alelnöke volt. 1945 februárjában a jugoszláv emigráns kormány elnökével, Ivan Šubašićtyal együtt visszatért Jugoszláviába, ahol a Külkereskedelmi Igazgatóságot vezette, amelyet azután hagyott el, hogy 1946-ban a kommunisták átvették a hatalmat. 1945-ben otthagyta a Maček-féle HSS-t és csatlakozott a HRSS-hez. 1946-ban a zágrábi jogi kar professzora lett, ahol gazdaságpolitikát, külkereskedelmi gazdaságtant és gazdaságtörténetet tanított. Zágrábban halt meg 1968. július 9-én. A zágrábi Mirogoj temetőben temették el.
Felesége Sonia Bićanić angol írónő volt.

## Művei
Legismertebb művei:
- Kako živi narod. Život u pasivnim krajevima, I. knjiga, 1936.
- Ekonomska podloga hrvatskog pitanja, 1938.
- Kako živi narod, II. knjiga, 1939., (Željko Macannal és munkatársaival együtt)
- Hrvatska ekonomika na prijelazu iz feudalizma u kapitalizam. I. Doba manufakture u Hrvatskoj i Slavoniji, 1750-1860., 1951.
- Začeci kapitalizma u hrvatskoj ekonomici i politici, 1952.
- Economic Policy in Socialist Yugoslavia, 1973.

## Fordítás
Ez a szócikk részben vagy egészben  a   Rudolf Bićanić című horvát Wikipédia-szócikk ezen változatának fordításán alapul.  Az eredeti cikk szerkesztőit annak laptörténete sorolja fel. Ez a jelzés csupán a megfogalmazás eredetét és a szerzői jogokat jelzi, nem szolgál a cikkben szereplő információk forrásmegjelöléseként.